# 普吕迪诺
普吕迪诺（法語：Pluduno，發音：[plydyno]）是法国阿摩尔滨海省迪南区的一个旧市镇。2025年1月1日，普吕迪诺与市镇普莱旺合并为新市镇瓦勒达尔格农，并成为了瓦勒达尔格农的委派市镇与政府驻地。

## 地理
普吕迪诺（48°31'51"N, 2°16'5"W）面积28.32 平方千米，位于法国布列塔尼大區阿摩尔滨海省，该省份为法国西北部沿海省份，位于布列塔尼半岛北部，北濒大西洋英吉利海峡，西接菲尼斯泰尔省，南至莫尔比昂省，东临伊勒-维莱讷省。
与普吕迪诺接壤的市镇（或旧市镇、城区）包括：布尔瑟勒、朗代比亚、普朗科埃特、普莱旺、阿尔格农河畔普洛雷克、圣洛尔梅勒、圣波唐。
普吕迪诺的时区为UTC+01:00、UTC+02:00（夏令时）。

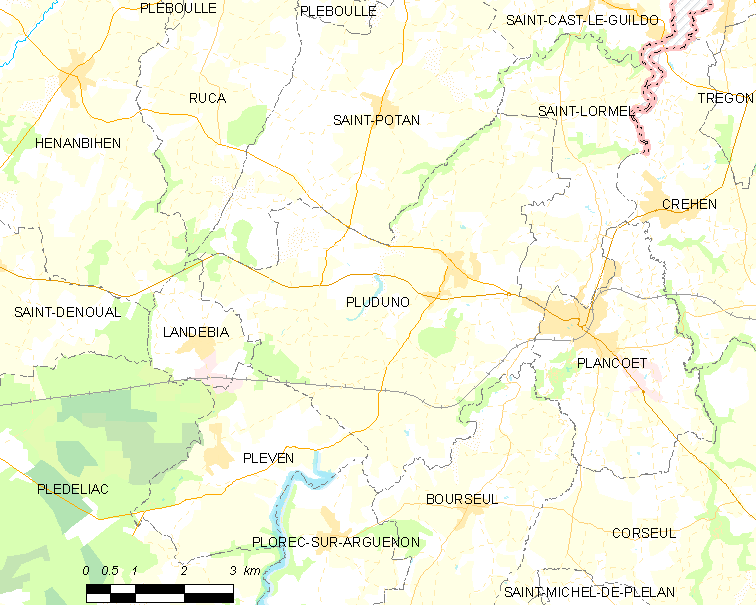
普吕迪诺的OSM定位图

## 行政
普吕迪诺的邮政编码为22130，INSEE市镇编码为22237。

## 政治
普吕迪诺所属的省级选区为普朗科埃特县。

## 人口

1962-2008年间普吕迪诺人口变化图示

普吕迪诺于2022年1月1日时的人口数量为2205人。